# Dolichomitus pallitibia
Dolichomitus pallitibia là một loài tò vò trong họ Ichneumonidae.